# 米沢嘉博
米沢 嘉博（よねざわ よしひろ、1953年3月21日 - 2006年10月1日）は、日本の漫画評論家、大衆文化評論家、編集者。
コミックマーケット準備会の第2代代表である。有限会社コミケット取締役社長、日本マンガ学会理事、手塚治虫文化賞選考委員、日本オタク大賞審査員なども務めた。「おたく四天王」の一人に挙げられる。愛称は米やん。名字について戸籍上は「米澤」表記であるが、普段は「米沢」表記を使っていた。
妻の英子（えいこ）はサークル「迷宮」以来の仲間。コミックマーケット準備会代表補佐として夫とともに運営に関わり、夫の死後は準備会副代表・有限会社コミケット社長に就任した。英子との間には1男2女の3人の子供がいる。

## 経歴

### 生い立ち
熊本県熊本市出身。食糧庁に勤務していた父のもと男2人、女1人の兄弟姉妹の長男として生まれた。
2、3歳の頃、最初は親の勧めで漫画を読み始め、小学生になる前から自分で近所の貸本屋数軒に通い詰めるようになった。手塚治虫や水木しげる作品のファンで、中学時代に同人活動を始め、同人サークル「アズ漫画研究会」に自作の漫画を多数発表した。熊本県立熊本高等学校時代は学生運動にも参加し、佐世保港での米軍原子力空母の入港反対闘争に加わり、火炎瓶を投げたり警察に補導されたこともあった。高校時代、松崎真治の主催するSFサークル「九州SFファングループ」に参加し、のちのSF作家・梶尾真治との交流が始まる。

### コミックマーケットと共に
1972年、一浪を経て明治大学工学部に入学し、上京。大学のサークルはマンガ研究会には属さず、SF研究会に所属。自作の漫画同人誌をひっさげ、マンガ研究会に喧嘩を売りに行ったこともあったという。
明大在学中から漫画批評集団「迷宮」の発足に参加。迷宮の同人として、1975年からのコミックマーケットの企画・開催に携わり、1980年（C14）から2006年夏（C70）までコミックマーケット準備会代表を務めた。
1979年から1980年にかけては「迷宮」として『劇画アリス』の実質編集長をつとめている。
また、黎明期のコミックマーケットで活動していた漫画家・吾妻ひでおのファンとして1980年代前半ごろまで活動を行い、阿島俊名義で「大日本吾妻漫画振興会」を主宰し、同人誌『吾妻ひでおに花束を』を出版。吾妻ファンによる独立系出版社「虎馬書房」にも参加した。吾妻の『不条理日記』に登場する架空の本、クルムヘトロジャン著『へろ』『ふるむまかをめら』が実際に「知佳舎」から制作・刊行された際には執筆協力も行っている。
準備会が独立した組織になったのは、米沢が代表になってからだという。準備会自体は任意団体なので1985年外部取引などのために株式会社コミケット（後に有限会社、特例有限会社）を設立し、米沢が社長を兼務した。この間にコミックマーケットは飛躍的に発展、規模はサークル数にして100倍になった。なお、毎回発行されるカタログ、サークル参加者への呼びかけである「コミケットアピール」、1994年から始めた広報誌『COMIKET PRESS』では、必ず米沢の挨拶が冒頭に来るしきたりであった。
2006年2月になって定期検診で肺に影があると診断を受けたが、精密検査を受けたのは5月末になってからだった。7月に肺癌の告知を受けたが、身内などごく少数以外にはこの事実は伏せられた。その8月のコミックマーケット70には入院先の病院から参加し、周囲にはギックリ腰（実は癌が腰に転移していたもの）と説明していた。
その後、帰郷して病気の母を見舞った無理も手伝い（母は9月10日に死去）病状が悪化。9月30日、健康上の問題を理由に準備会代表の退任を発表した。後任は共同代表制を取り、安田かほる・筆谷芳行・市川孝一の3人。翌日の10月1日午前4時40分、東京都渋谷区の病院で肺癌のため逝去。享年53歳。通夜･葬儀は東京都港区の善福寺で米沢家とコミックマーケット準備会及び有限会社コミケットの合同葬で執り行われた。
2006年12月29日から31日に渡って開催された「コミックマーケット71」では、カタログ等での事前告知を行なった上で、最終日の終了アナウンスの直前、31日の15時59分に場内放送による呼びかけにより、米沢元代表へ黙祷が捧げられた。時間にすれば三十秒足らずだが、終始騒がしい会場が沈黙に包まれていた。また没後の2007年にはファン活動による功績により、第38回星雲賞特別賞を受賞している。
米沢の急逝から現共同代表への体制移行の舞台裏についてはコミックマーケット40周年史『40th COMIC MARKET CHRONICLE』に掲載された松智洋によるルポルタージュ『代表が代わった日』に詳しい。

### 評論家として
大学在学中から、漫画雑誌の編集や、ライターなどとしても活動していた。同人誌『漫画新批評体系』の活動で漫画評論を行う。また、当時「三流劇画」と称されたエロ漫画との関係も深く、1979年には編集長の亀和田武退職後の『劇画アリス』誌の編集に「迷宮」として加わっている（翌1980年の廃刊まで）。その後は、『マンガ奇想天外』の編集者となった。
主な著書に『戦後少女マンガ史』『戦後SFマンガ史』『戦後ギャグマンガ史』からなる戦後マンガ史三部作などがある。この三部作の成功で、これまで世間的な認知の薄かった漫画評論が注目され、米沢は漫画評論家としても活動するようになった。漫画史関連の著作は多く、急逝直前まで『戦後エロマンガ史』を『アックス』誌に連載していた（未完）。
市川によると、一つの時代一つのジャンルだけでなく漫画の全体を把握していた「百科事典みたいな人」であったという。また、コミケットに参加していたプロ作家として交流があった漫画家みなもと太郎も、「米沢は漫画の百科事典だった。漫画のことでわからないことがあると、彼に聞けばすぐ答えが返ってきた」と語っている。
『藤子不二雄論 FとAの方程式』で2002年に第26回日本児童文学学会賞受賞。
また、漫画（他）の大コレクターでありながら、コレクターにありがちな偏屈さがなく、人に好かれ信用される性格であった。『別冊太陽』で構成を担当した、一連のシリーズは、多くのコレクターから、本や漫画の提供をあおいだが、米沢が依頼すると、普段は偏屈なコレクターでも、気軽に資料を貸し出ししてくれたという。

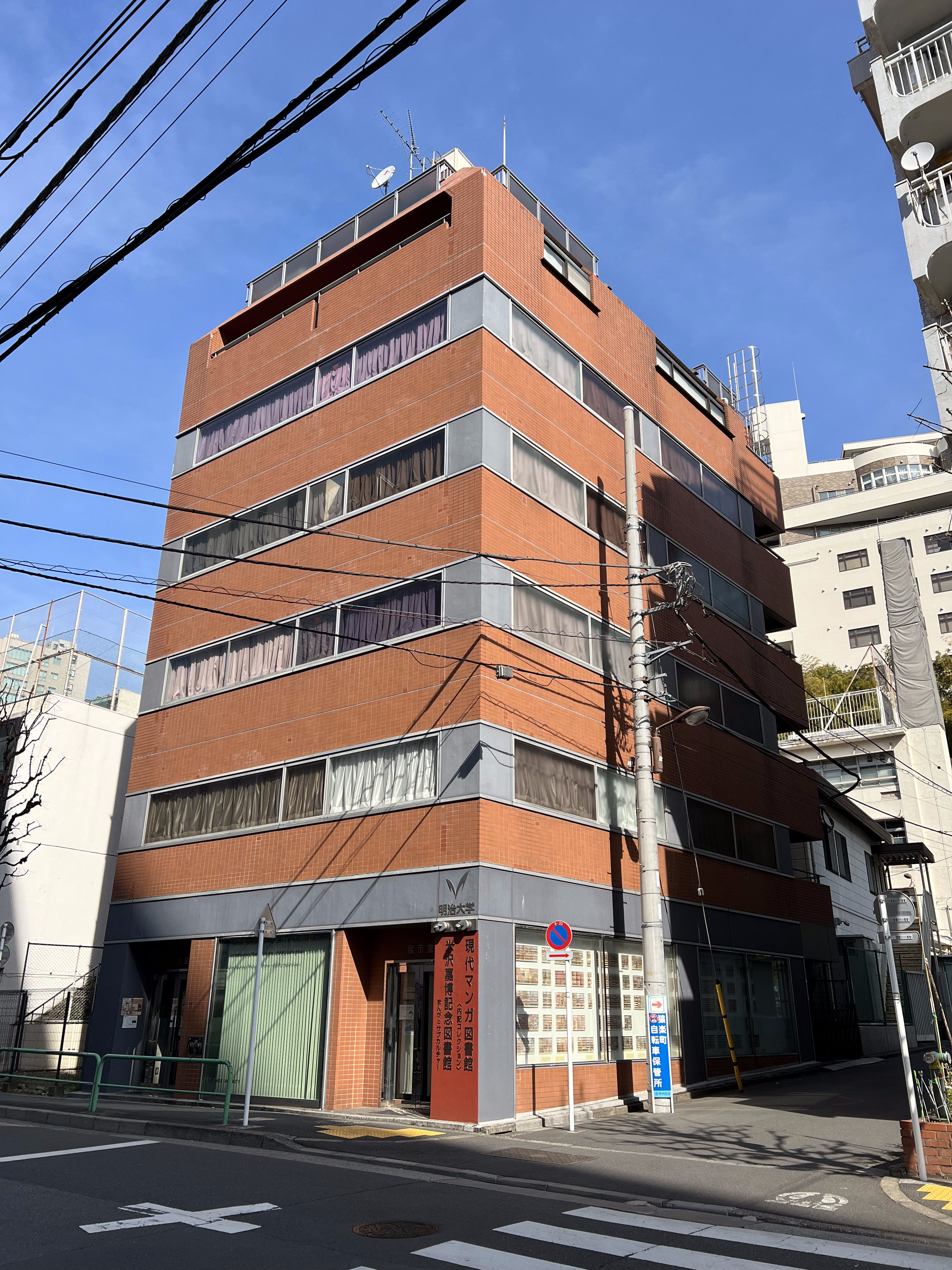
米沢嘉博記念図書館

2008年、母校の明治大学が、米沢の蔵書の一部を受け入れ、漫画資料の記録保存所として「米沢嘉博記念図書館」を開設する計画を進めていることが明らかにされ（2007年度事業報告書　「II事業の概要」参照）、2009年10月31日に開館した。18歳以上であれば学外者も閲覧が可能（有料）。

### その手法
米沢は自己主張をあまりせず、異なった意見の持ち主も排除しないやり方を取っていた。コミックマーケットでは表現に対する自由性を理念に掲げ、批判者を排除しない姿勢を強調した。また表現規制に対して一貫して批判を行っていた。松文館裁判でも、被告人を有罪とした1審の東京地裁判決を「論理もなく、ムチャクチャなもの」「判決文をよく読むと、三権分立は否定され、現行の司法システムに則っておらず、憲法や刑法さえないがしろにされていることがわかる」「一言で言うなら「魔女裁判」である」（『売れるマンガ、記憶に残るマンガ』128～129ページ）など、強く批判している。しかし、全面対決の姿勢は取らず、コミックマーケットの実務では、性器の修正について、むしろ率先して厳しく自主規制を敷かせる一面もあった。これは、コミックマーケットという“場”の存続を重視し、無理を避けた為といわれている。
一方、1981年のコミックマーケット分裂騒動では、『ふゅーじょんぷろだくと』（後の『COMIC BOX』）誌の取材に来た者からメモ書き原稿を見せて貰い、事実関係の訂正の他、微妙に自分寄りの内容にして編集部に送るという大胆な行為にも出ている。米沢は取材側に無理強いせず、雑談の体で自然に行動したためそのまま通ったという。

## 趣味と私生活
趣味は釣りと古本収集。好物はタバコとコーヒーとコーラ。
また、アメリカのパルプ・マガジン、アメコミ、オモチャ、SFや映画関係グッズなども収集しており、『アメリカB級グッズ道』という著書がある。
タバコについては、肺癌の告知を受けても、入院してからでさえ喫煙を止めようとはしなかったという。Dr.モローの漫画など、コミックマーケットのカタログや『COMIKET PRESS』では、常にタバコをくゆらせた姿で描かれた。漫画のキャラクターデザインは吾妻ひでおである。家事や料理は自分で作るが、後片付けはしなかった。
逆に大嫌いなのがニンジン。22年間米沢家ではニンジンを買ったことがなく、たまたま買って来たのを見るとすぐさま捨てた。また外食でニンジンが入っていると、どんな高級店であっても「この店は下品だ!!」と非難したという。
また、自分の容姿に自信を持っていて、身内に対しては「僕の美しい顔」が口癖のナルシストでもあった。
妻と旅行に出かけると、長年の嗅覚で必ずその土地の古本屋を探し当てて立ち寄った。
墓所は2つあり、うち1つは神奈川県川崎市多摩区の春秋苑。もう1つは地元熊本に存在するが、場所は非公表である。

## 別の筆名
別ペンネームとして阿島俊（あじま しゅん）を用いることもある（迷宮同人の「亜庭じゅん」のパロディ。元来は吾妻ひでおを評論する際の名前であった）。この筆名による主な著書、編書は「漫画同人誌エトセトラ」、「マンガ&アニメ同人誌ハンドブック」等。他に使った名義は「相田洋（元NHKの同名の人物とは無関係）」「久保なかば」「さわひろし」「曽呂利太」など。

## 受賞等
- 第21回（1999年度）日本出版学会賞 - 別冊太陽『発禁本－明治・大正・昭和・平成』（平凡社）
- 第26回（2002年）日本児童文学学会賞 - 『藤子不二雄論－Fと(A)の方程式』（河出書房新社）
- 第38回（2007年）星雲賞特別部門
- 第14回（2010年）手塚治虫文化賞特別賞 - マンガ研究の基礎資料の収集と評論活動などの幅広い業績に対して
- 第24回（2011年）大衆文学研究賞（早乙女貢基金）大衆文化部門 - 『戦後エロマンガ史』（青林工藝舎）

### 手塚治虫文化賞に関して
米沢が死去した翌年の、2007年度の手塚治虫文化賞において、従来「大きな功績のあった故人」に与えることが多かった「特別賞」を与えるべきだ、という声が審査委員の中で多かった。しかし朝日新聞社内で検討した結果、授賞は見送られた。審査委員のいしかわじゅんによると、「コミケの版権（著作権）問題がやっぱりネックになった」という。そのかわりというべきか、2007年に星雲賞特別部門を受賞した。
その後、上述の「米沢嘉博記念図書館」の開館を受け、その業績が見直されることとなり、2010年に「マンガ研究の基礎資料の収集と評論活動などの幅広い業績に対して」として、第14回手塚治虫文化賞の特別賞を受賞している。

## 著書・編著（米沢嘉博名義）

### 単著
- 『戦後少女マンガ史』　新評社、1980年1月、253ページ、全国書誌番号:81003669。文庫版筑摩書房ちくま文庫、2007年8月8日、400ページ、ISBN 9784480423580
- 『戦後SFマンガ史』　新評社、1980年8月、251ページ、全国書誌番号:81003668。文庫版筑摩書房ちくま文庫、2008年8月6日、409ページ、ISBN 9784480424198
- 『戦後ギャグマンガ史』　新評社、1981年。文庫版筑摩書房ちくま文庫、2009年8月10日
- 『マンガ批評宣言』亜紀書房、1987年2月、199ページ、ISBN 4-7505-8702-8
- 『アメリカB級グッズ道』 晶文社 1999年12月、ISBN 4-7949-4722-4
- 『藤子不二雄論 FとAの方程式』　河出書房新社、2002年4月、325ページ、ISBN 4309265499 のち河出文庫
- 『戦後野球マンガ史　手塚治虫のいない風景』　平凡社・平凡社新書、2002年9月、230ページ、ISBN 4-582-85154-1
- 『マンガで読む「涙」の構造』　日本放送出版協会・生活人新書、2004年2月、222ページ、ISBN 4-14-088097-X
- 『売れるマンガ、記憶に残るマンガ』　メディアファクトリー、2007年2月、223ページ、ISBN 978-4-8401-1802-6
- 『手塚治虫マンガ論』　河出書房新社 2007年7月、ISBN 978-4-309-26959-7
- 『戦後エロマンガ史』　青林工藝舎、2010年4月23日、ISBN 978-4883792580
- 『戦後怪奇マンガ史』赤田祐一編集、鉄人社、2016年7月

### 共著
- 『2B弾・銀玉戦争の日々』（式城京太郎との共著）新評社、1982年8月、全国書誌番号 82048138
- 『マンガ伝―「巨人の星」から「美味しんぼ」まで』（村上知彦、高取英との共著） 平凡社 1987年12月
- 『スピーチバルーン・パレード―マンガをめぐる女たちの冒険』（女性漫画家たちへのインタビュー集） 河出書房新社 1988年9月、ISBN 4-309-71174-X

### 編著他
- 『子どもの昭和史 少女マンガの世界 1 昭和20年~37年  別冊太陽』（構成） 平凡社 1991年
- 『子どもの昭和史 少女マンガの世界 2 昭和38年~64年  別冊太陽』（構成） 平凡社 1991年
- 『乱歩の時代 昭和エロ・グロ・ナンセンス　別冊太陽』（構成） 平凡社 1995年
- 『子どもの昭和史 少年マンガの世界 1 昭和20年~35年  別冊太陽』（構成） 平凡社 1996年
- 『子どもの昭和史 少年マンガの世界 2 昭和36年~64年  別冊太陽』（構成） 平凡社 1996年
- 『手塚治虫マンガ大全―子どもの昭和史 別冊太陽』（構成） 平凡社 1997年11月、ISBN 4-582-94291-1
- 『横山光輝マンガ大全―子どもの昭和史 別冊太陽』（構成） 平凡社 1998年
- 『古書遊覧―珍本・奇書・稀覯本・ト本 別冊太陽』（構成）　平凡社 1998年7月
- 『発禁本―明治・大正・昭和・平成 別冊太陽スペシャル』（構成。資料提供・城市郎）　平凡社、1999年、296ページ、ISBN 4-582-94326-8
- 『地下本の世界―発禁本 2 別冊太陽』（構成）　平凡社、2001年6月
- 『マンガと著作権　パロディと引用と同人誌と』（監修）　コミケット、2001年8月、217ページ、ISBN 4-88379-089-4
- 『発禁本 3 別冊太陽』（構成） 平凡社、2002年1月
- 『ロボットマンガは実現するか―ロボットマンガ名作アンソロジー ロボット開発最前線報告』（編集） 実業之日本社 2002年7月、ISBN 4-408-32147-8
- 『同人誌バカ一代―イワえもんが残したもの』岩田次夫 著・米沢嘉博 編集，久保書店 2004年12月
- 『コスミコミケVOL.1  パロディ古典古典』　松文館（アンソロジーの責任監修・コミックマーケット30周年企画）2005年7月。
- 『コスミコミケVOL.2　レトロ・ロマネスク』　松文館（責任監修）2005年8月。
- 『コスミコミケVOL.3  ミリタリーマニアックス』　松文館（責任監修）2005年8月。
- 『現代漫画博物館』（編集委員／竹内オサム・米沢嘉博・ヤマダトモコ、小学館漫画賞事務局 編）小学館　2006年11月

## 阿島俊名義の著書・編著
- 『吾妻ひでおに花束を』（編著） 虎馬書房 1979年12月
- 『奇想天外臨時増刊号 吾妻ひでお大全集』（編著） 奇想天外社 1981年5月
- 『マンガ＆アニメ同人誌ハンドブック』（編） 久保書店 1993年1月
- 『マンガ＆アニメ同人誌ハンドブック 1995年版』（編） 久保書店 1994年11月
- 『コスプレハンドブック』（編集担当。著者は牛島えっさい）久保書店 1995年9月
- 『新編マンガ＆アニメ同人誌ハンドブック』（編） 久保書店 1997年1月
- 『美少女同人誌バトル(1)』(岩田次夫と共編）久保書店 1998年11月
- 『美少女同人誌バトル(2)』(太田はると共編）久保書店 1998年12月
- 『美少女同人誌バトル(3)』(太田はると共編）久保書店 1999年3月
- 『美少女同人誌バトル(4)』(岩田次夫と共編）久保書店 1999年5月
- 『美少女同人誌バトル(5)』(太田はると共編）久保書店 1999年7月
- 『美少女同人誌バトル(6)』(太田はると共編）久保書店 1999年8月
- 『美少女同人誌バトル(7)』(太田はると共編）久保書店 1999年10月
- 『21世紀同人誌ハンドブック』（編） 久保書店 2003年7月
- 『漫画同人誌エトセトラ'82～'98 状況論とレビュ－で読むおたく史』（著） 久保書店 2004年9月

## 復刻漫画の監修
- 「QJマンガ選書」（太田出版より。1990年代後半に竹熊健太郎と共同監修した[8]。）
  - 一覧は竹熊健太郎を参照
- 「モンド・エロチカ」（太田出版より）
  - 島竜二、菅沼要、近藤謙『セクシー怪獣大暴れ』1998年5月
  - 笠間しろう『スーパーレディ魔子』1998年5月